# Ташкентский трамвай
Ташкентский трамвай (узб. Toshkent tramvayi) — закрытая трамвайная система в столице Узбекистана, Ташкенте, старейшая и крупнейшая в Средней Азии. Открыта 29 декабря 1912 года. Закрыта 2 мая 2016 года. В 2022 году заявлялось о планах восстановление трамвая.

## История

### Конка (1897—1912)
- 1896 год — Ташкентское городское управление заключило договор с Бельгийским АО «Ташкентский трамвай», принадлежавшим предпринимателю Эдуарду Эмпену о постройке и эксплуатации трамвая в Ташкенте[3].
- 1897 год — начало строительства первой линии конки от вокзала по улицам Духовской (проспект Амира Темура), Махрамской (Ислама Каримова), Зерабулакской (Нуронийлар), Джизакской (Бухоро), Романовской (Буюк Турон), Воронцовской (Истиклол), Черняевской (площадь Мустакиллик), Шейхантаурской (Навои).
- 31 марта (13 апреля) 1901 года — открытие движения вагонов конного трамвая от вокзала до Старого города.
- 5 (18) апреля 1903 года — открытие второй линии конки, которая прошла по улицам Петербургской (Матбуотчилар), кромке Кауфманского сквера (сквер Амира Темура) и Пушкинской до церкви Святого Сергия.
- 5 (18) марта 1912 — открытие третьей линии конки до Воскресенского базара.

По состоянию на 1912 год в Ташкенте эксплуатировалось 30 вагонов конного трамвая. Депо располагалось в старой части города.

### Узкоколейный трамвай (1912—1968)

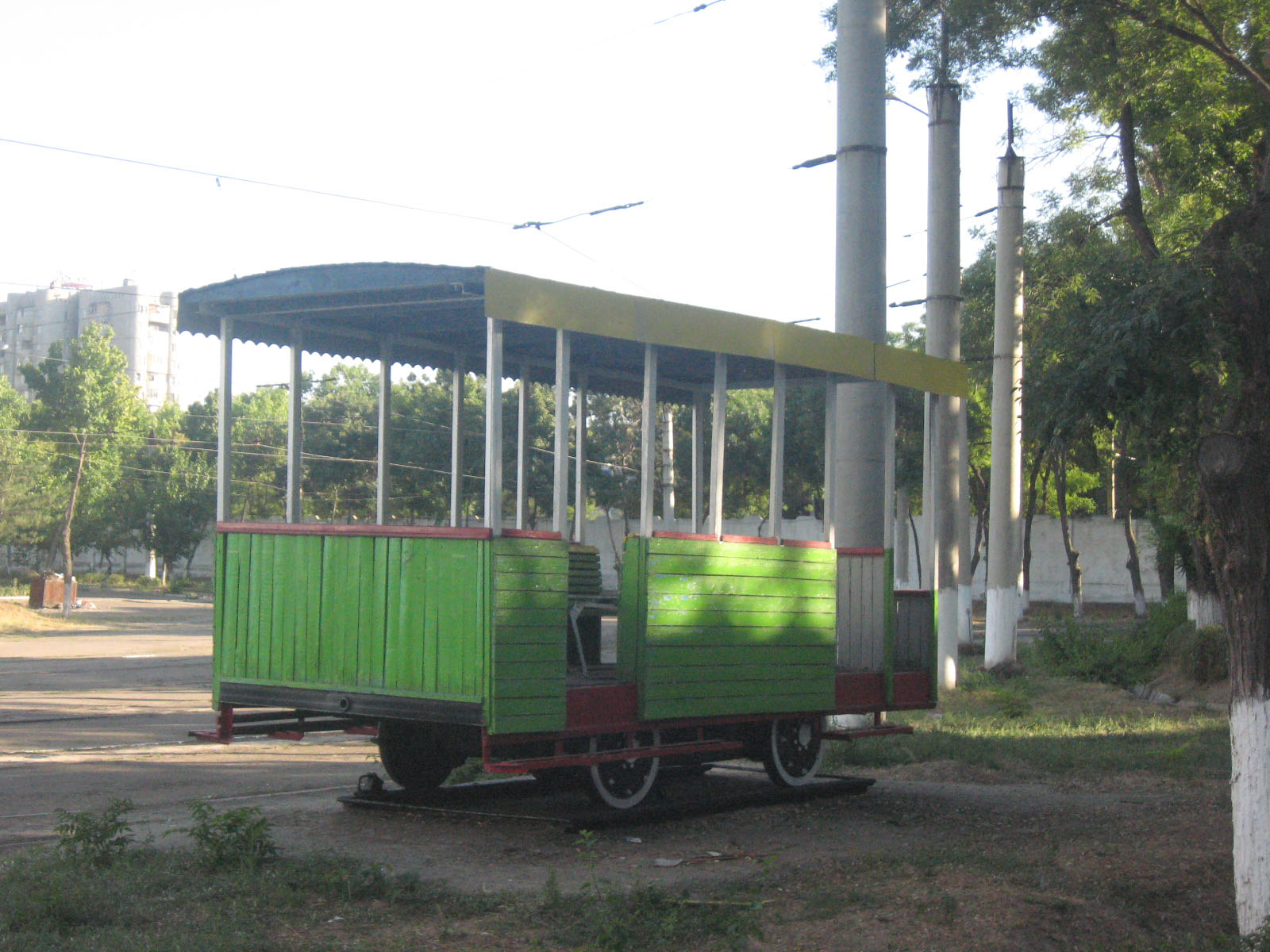
Памятник конке в трамвайно-троллейбусном депо № 3

- 29 декабря 1912 года (11 января 1913 года) — открытие движения на первой в Ташкенте трамвайной линии с электрической тягой по маршруту от Воскресенского базара до церкви Святого Сергия.
- 1913 год — упразднение конки. Строительство новых трамвайных линий: от ул. Романовской до Старогоспитальной (Авлиёота); от Воскресенского базара до ул. Московской (проспект Амира Темура); от Кауфмановского сквера до Кауфманской больницы (ТашМИ-1).
- 1914 год — продолжение строительства новых трамвайных линий: от ул. Московской до Бешагачских ворот и Старого города.
- 1915 год — открытие очередной трамвайной линии от Старого города до Тахтапульских ворот.

По состоянию на 1916 год трамвайное хозяйство Ташкента насчитывало 50 моторных, 25 прицепных и 2 служебных вагонов.
- 1918 год. 10 сентября — движение трамвая остановилось из-за нехватки топлива для дизельной станции и неисправности большинства вагонов. 10 декабря — ташкентский трамвай национализирован декретом Туркестанского ЦИКа и передан в ведение Высшего совета народного хозяйства.
- 1920 год — частичное возобновление трамвайного движения в городе, строительство грузовых веток к складам и почтовым конторам.
- 1921 год — организация треста «Ташгострам».
- 1924 год — полное возобновление трамвайного движения, строительство ремонтных мастерсих для трамвая на ул. Пролетарской (проспект Амира Темура).

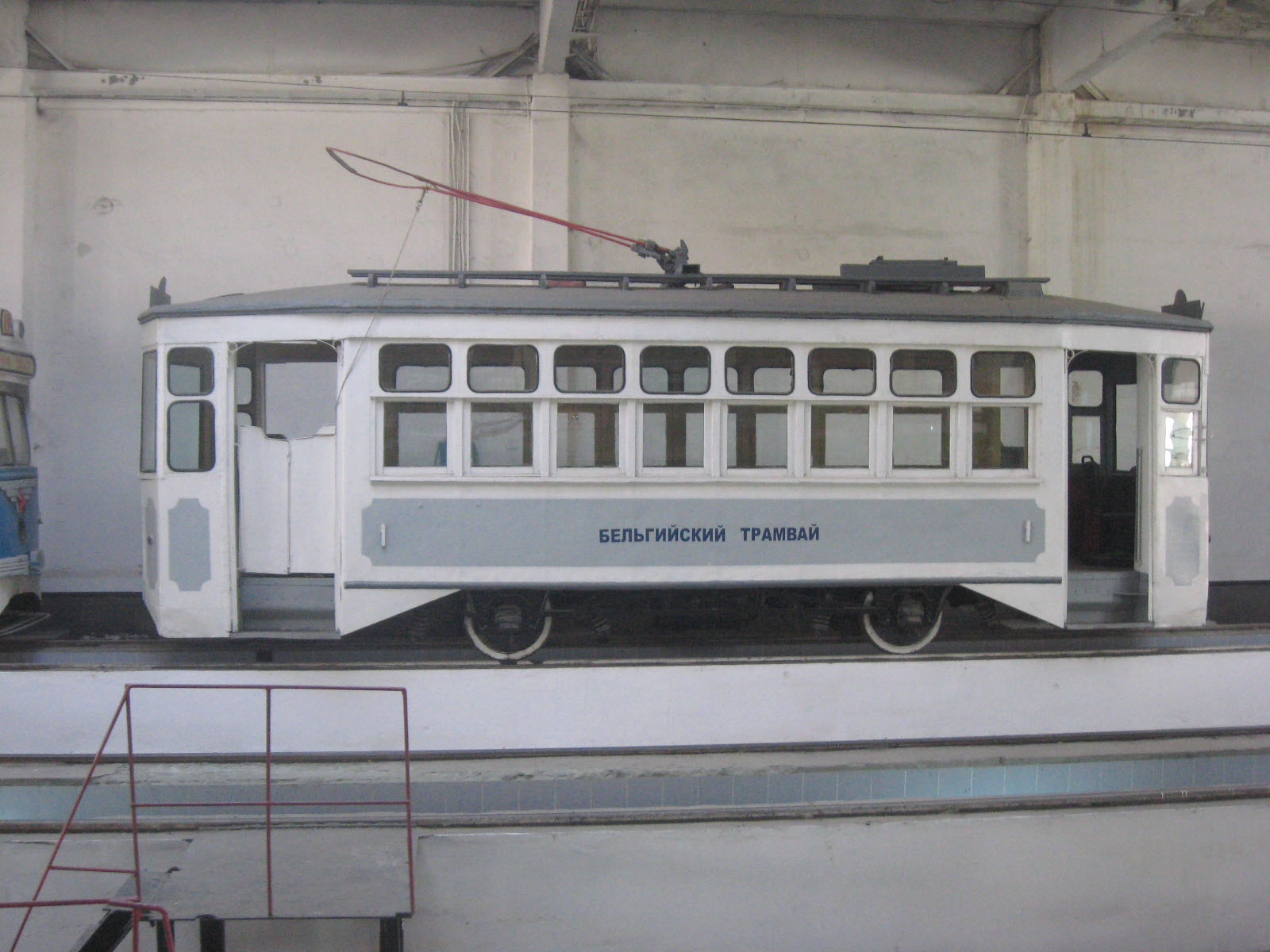
Вагон типа Х («Бельгийский трамвай») в трамвайном депо № 2

- 1926 год — переведение энергопитания ташкентского трамвая на ток новой Бозсуйской ГЭС, а трест «Ташгострам» реорганизован в «Ташгэстрам», объединивший трамвай и электростанцию. Трамвайная линия от ул. Энгельса продлена до ГЭС.
- 1928 год — появление на улицах Ташкента 10 новых харьковских вагонов.
- 1929 год. 23 октября — линия от Тахтапульских ворот продлена до Рабочего городка. 10 ноября — открытие новой трамвайной линии до Тезиковой дачи (улица Темирйулчилар).
- 1930 год — при реконструкции трамвайная линия с ул. Сталина (Истиклол) была перенесена на ул. Ленина (Буюк Турон) и Лахути (Шахрисабзская); открытие грузовой службы ташкентского трамвая.
- 1931 год — при реконструкции трамвайная линия с ул. Зерабулакской была перенесена на ул. Ирджарскую (Ататюрка); продление линии от Салара до городка Ворошилова (улица Олтинтепа); преобразование треста «Ташгэстрам» в трест Ташкентских городских железных дорог, в который уже не входила Бозсуйская электростанция.
- 1932 год. 7 ноября — линия от Бешагачских ворот продлена до Текстильстроя.
- 1934 год. 1 февраля — открытие трамвайного моста через канал Салар.

Все вышеперечисленные линии трамвая были однопутными и узкоколейными (колея 960±5 мм). Разъездная система препятствовала увеличению пропускной способности трамвайных линий. В связи с этим (а также с тем, что в СССР прекратили выпуск узкоколейных вагонов), в 1934 году Ташгорсовет принял решение о переводе трамвайной сети на широкую колею (1520 мм).

#### Переход на ширококолейные линии (1936—1968)

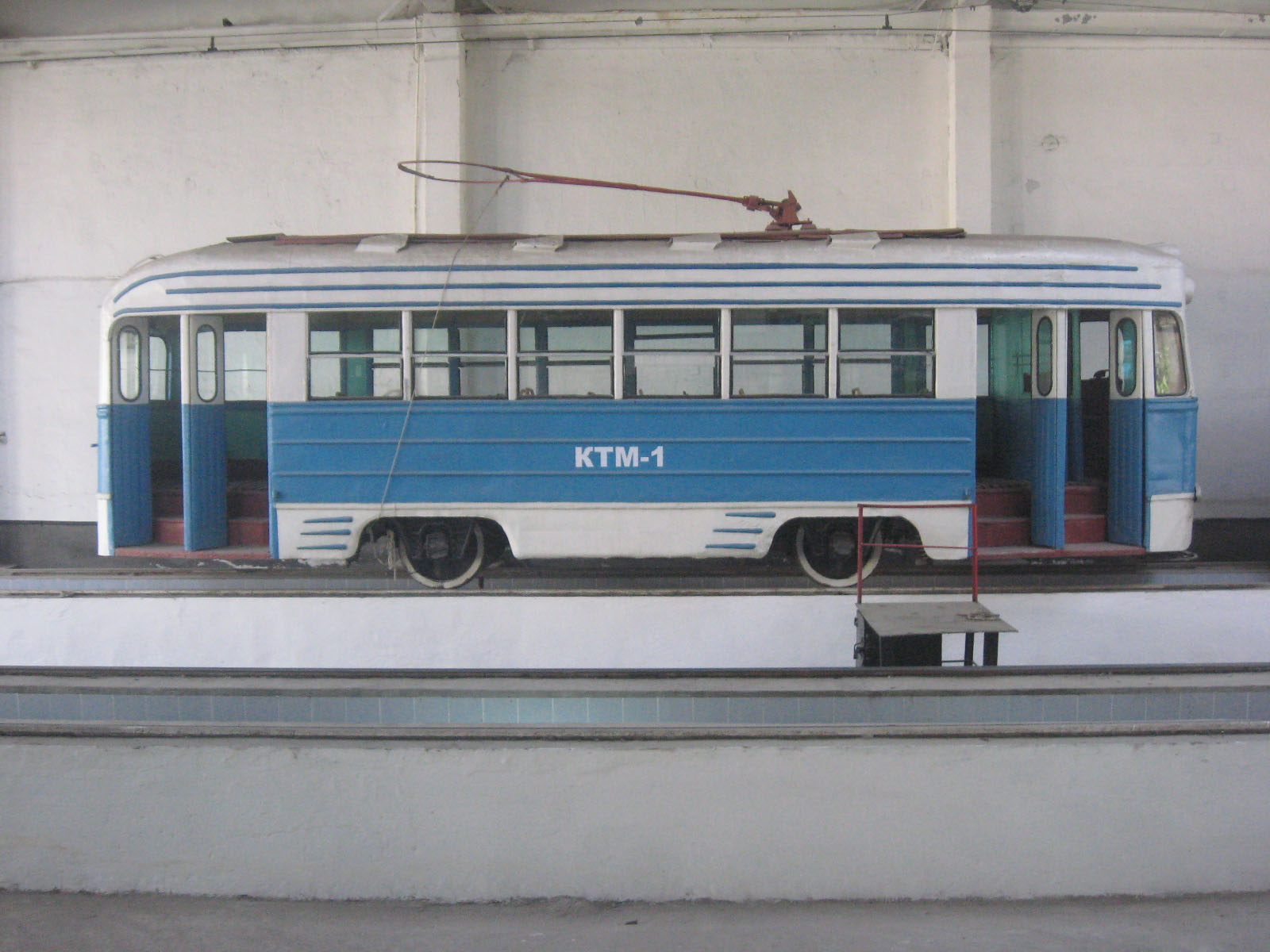
Вагон КТМ-1 в трамвайном депо № 2

- 1936 год — постепенное закрытие узкоколейных линий в центре. 8 октября открыт первый трамвайный маршрут (№ 11 «Хадра — Текстилькомбинат») по ширококолейной трамвайной магистрали, которая прошла по улицам Ходжаева (Навои), Тукая (Шахрисабзская), Сталина, Самаркандской (проспект Рашидова), Дачной (Руставели) и Физкультурной (Кушбеги). Для обслуживания вагонов широкой колеи было построено трамвайное депо № 2 на Хадре.
- 1937 год. Ширококолейные трамвайные линии построены по улицам Сапёрной (Мирабадская), и Кафанова (Авлиёота), а также от Хадры до Кукчи по ул. Вилоят (Гулобод).
- 1938 год. 1 мая — открытие ширококолейной линии по ул. Полиграфической (Лабзак) до Рабочего городка. 20 августа — открытие узкоколейной линии по ул. Полторацкого (Нукусская). 16 октября — переход на широкую колею линии до Тезиковой дачи и продление её до Транспортного института.

В 1941 году трест Ташкентских городских железных дорог (преобразованный в Ташкентский трамвайный трест) насчитывал 235 пассажирских и 53 грузовых вагона. Во время Великой Отечественной войны в Ташкенте для перевозки грузов были проложены несколько грузовых веток. В 1943 году в Ташкент прибыло 30 вагонов из городов Европейской части СССР.
- 1947 год — построено новое здание трамвайного депо № 1 по ул. Новый путь (Фитрата); в связи с открытием первой троллейбусной линии Ташкентский трамвайный трест переименован в Ташкентский трамвайно-троллейбусный трест.
- 1948 год. Ташкент получает 6 новых трамвайных вагонов КТМ.

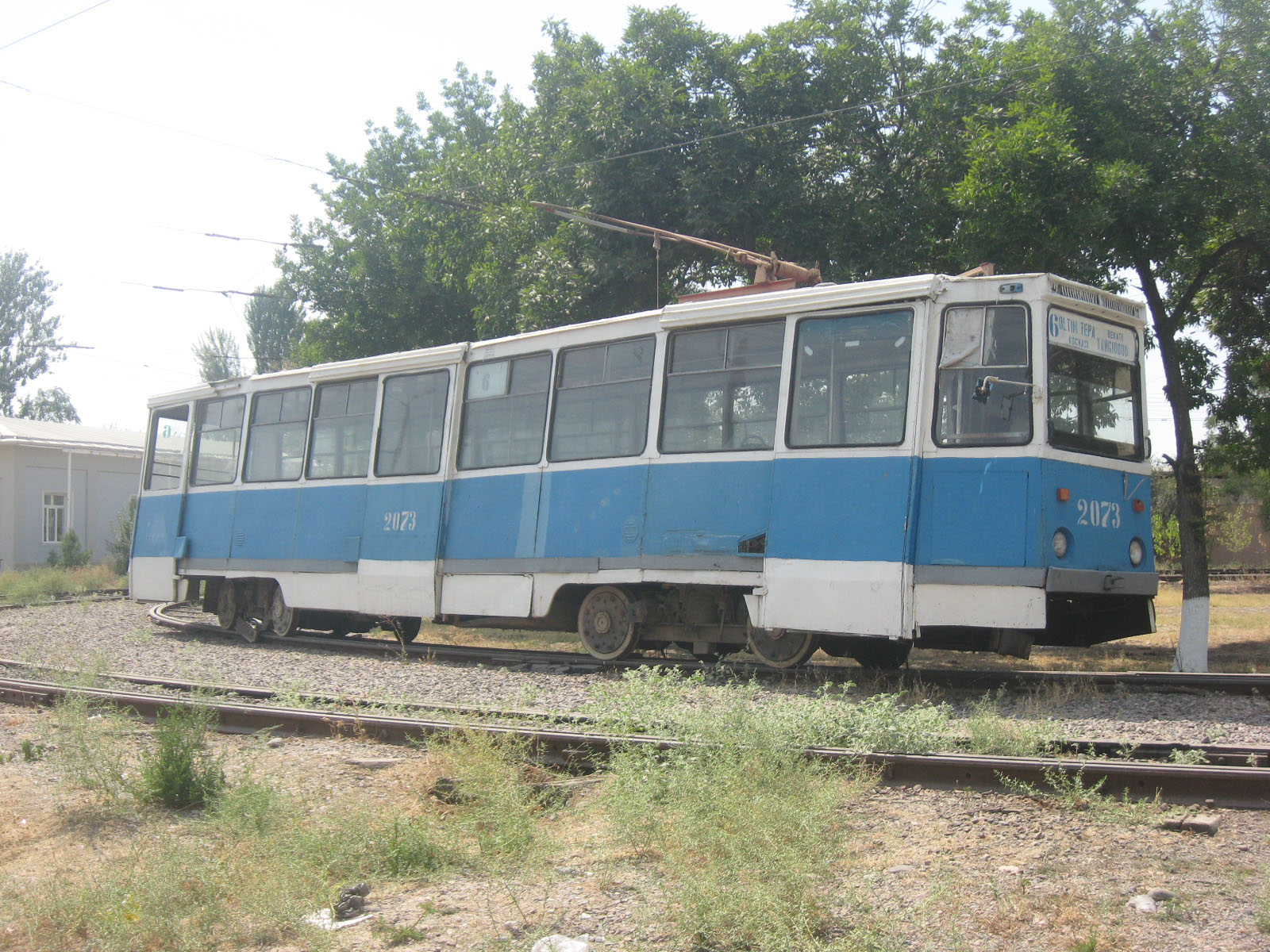
Вагон КТМ-71-605 (бортовой номер 2073) на маршруте № 6 (разворотное кольцо «Массив Янгиабад»)

В период с 1945 по 1957 гг. проводилась реорганизация трамвайного движения в Ташкенте. Узкоколейные линии закрывались, переносились (с переходом на широкую колею) или «перешивались».
- 1957 год — открыто трамвайное движение к заводу Узбексельмаш и ВДНХ (Узэкспоцентр).

По состоянию на 1960 год Ташкентский трамвайно-троллейбусный трест эксплуатировал 11 трамвайных маршрутов (№ 1-6 — узкоколейные, № 7-11 — ширококолейные). В 1961 году в связи с деноминацией стоимость проезда уменьшилась в 10 раз — с 30 до 3 копеек и долгое время оставалась неизменной.
- 1962 год — в Ташкент прибыли новые трамвайные вагоны КТМ-2.
- 1963 год. 2 марта трамвайная линия по ул. Руставели продлена до автостанции «Самарканд». 4 ноября открыта новая линия по ул. Мукими до площади Актепе для обеспечения транспортом строящегося Чиланзара, а 11 декабря она продлена до ул. Фархадской.
- 1964 год — начало поставок в Ташкент вагонов ЛМ-57.
- 1965 год — начало поставок в Ташкент вагонов РВЗ-6.
- 1966 год. 1 марта — открытие движение ширококолейного трамвая от вокзала по ул. Пролетарской, Первомайской (Шахрисабзская) и Маркса (Махтумкули). 5 ноября — продление трамвайной линии от ул. Фархадской до 26 квартала Чиланзара.
- 1967 год. 24 апреля полностью «перешита» на широкую колею трамвайная линия по ул. Энгельса до ВДНХ и Узбексельмаша, а 22 августа — по ул. Пушкина и генерала Петрова (Ахангаранское шоссе). 29 апреля открыта новая ширококолейная линия от ТашМИ до массива Высоковольтный (Ялангач). 5 сентября на ул. Навои и Самаркандскую перенесены трамвайные линии с ул. Сулеймановой (Истиклол) и Туркая, соответственно.
- 1968 год. 14 апреля на широкую колею полностью перешла линия от вокзала до площади Ахунбабаева (Чорсу), а 29 апреля — линия от ТашМИ до Текстилькомбината. 11 сентября — последний выход узкоколейных вагонов на линию в истории ташкентского трамвая[4].

### Пик развития ширококолейного трамвая (1968—1991)

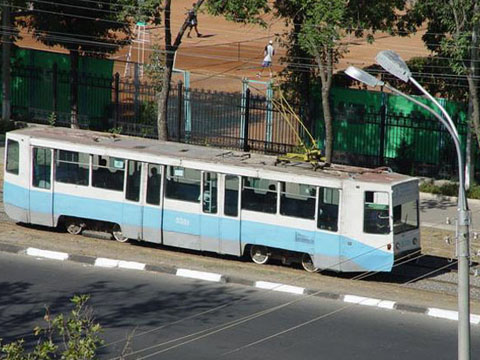
КТМ-71-608 (бортовой номер 3531 на маршруте № 3 (ул. Лисунова)

- 1969 год. 31 декабря открыта новая трамвайная линия от ул. Циолковского (Олтинтепа) до озера Рохат.
- 1971 год. 12 февраля построена линия по ул. Лисунова (Корасув) до городка Авиастроителей.
- 1972 год. Трамвайная линия с ул. Гулобод переложена на ул. Беруни. 29 апреля линия по ул. Энгельса продлена ул. Абидовой (Богишамол) до массива Юнусабад А-4.
- 1973 год. 9 октября линия по ул. Красновосточной (Темура Малика) продлена до массива Северо-восток (Феруза) а 30 декабря 1973 открылась новая линия к массиву Куйлюк-2.
- 1974 год. В Ташкент прибыли новые трамвайные вагоны РВЗ-6. 6 февраля состоялось продление линии от Юнусабада А-4 до завода «Зенит».
- 1975 год. 12 июня открыта трамвайная линия от Рабочего городка до массива Каракамыш 1/2. 1 сентября сдано в эксплуатацию новое совмещённое трамвайно-троллейбусное депо № 3 на ул. Красновосточной.
- 1976 год. В связи со строительством Чиланзарской линии ташкентского метрополитена, 20 октября трамвайная линия с ул. Пушкина перенесена на ул. Новомосковскую (Аккурганская) и Хуршида (Осиё). в трамвайно-троллейбусное депо № 3 поставлены вагоны КТМ-5.
- 1977 год. 4 ноября открыт первый (и единственный) трамвайный путепровод в Ташкенте, соединивший трамвайные линии от ул. Рисовой (Ашрафи) до Джакурганской.

В период с 1977 по 1980 гг. были закрыты все трамвайные линии, дублирующие Чиланзарскую линию ташкентского метрополитена.
- 1978 год. 26 августа открыта трамвайная линия от массива Северо-восток до Тракторного завода.
- 1980 год. 1 мая сдана в эксплуатацию новая линия от Вузгородка до ТашМИ-2.
- 1981 год. 31 декабря запущена линия по ул. Фархадской, соединившая Бешкайрагач и Чиланзар.
- 1984 год. 15 июля трамвайная линия от ТашМИ-2 продлена до Медгородка.
- 1986 год. 30 апреля открыта новая линия от 26 квартала Чиланзара до Ипподрома по ул. Сегизбаева (Катта Хирмонтепа) и проспекту Дружбы народов (Бунёдкор).
- 1990 год. 6 ноября линия от 2 квартала Куйлюка продлена до 6 квартала по ул. Чиковани (Янги Куйлюк).
- 1991 год. 1 сентября открыта новая трамвайная линия по Чимкентскому тракту и ул. Каракамыш, проходящая через несколько кварталов Юнусабада.

В 80-е годы XX века в Ташкент регулярно поставлялись вагоны Tatra T3, КТМ-5 и РВЗ-6.

### Ташкентский трамвай в постсоветское время (1991—2016)

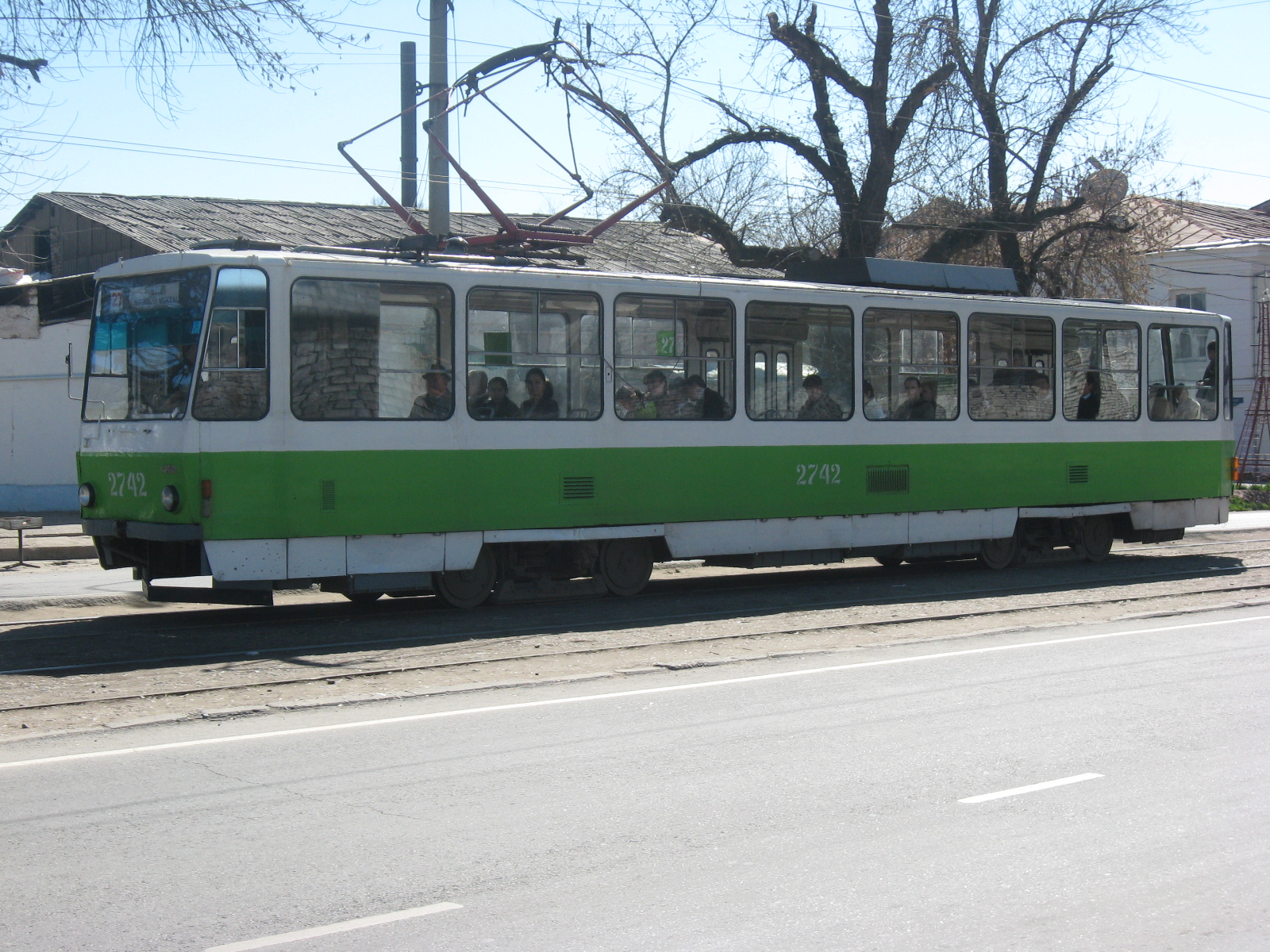
Вагон Tatra T6B5 (бортовой номер 2742) на маршруте № 27 (ул. Шайхонтохурская)

- 1992 год. При реконструкции центра города трамвайная линия с ул. Чехова (Фидокор) перенесена на ул. Пролетарскую и Полторацкого. 5 июня образована Государственная ассоциация «Тошшахартрансхизмат», объединившая трамвай, троллейбус, автобус и метро.
- 1995 год. Закрыта трамвайная линия по проспекту Беруни, дублировавшая Узбекистанскую линию ташкентского метрополитена. 21 марта открыта новая трамвайная линия по ул. Камарнисо, соединившая Каракамыш со станцией метро «Беруни». 23 ноября открыта ещё одна линия по ул. Самарканд Дарвоза и Ходжаева (Коратош), соединившая Кукчу и Бешкайрагач с центром города.
- 1997 год. При очередной реконструкции трамвайные пути с ул. Нукусской на ул. Мирабадскую.

В 90-е годы XX века ташкентский трамвайный парк обновился, благодаря поставкам вагонов КТМ-8М и Tatra T6B5.
- 2001 год. Закрыта трамвайная линия по ул. Узбекистанской (Ислама Каримова), демонтировано трамвайное кольцо «ЦУМ».
- 2005 год. Закрыта трамвайная линия по ул. Рашидова и Миробадской, демонтировано трамвайное кольцо «Улица Юсуф Хос Ходжиба».
- 2007 год. В августе Ташкент приобрёл 30 новых вагонов 71-619КТ, что позволило открыть некоторые ранее закрытые маршруты[5][6].

#### Упадок и закрытие системы (2008—2016)

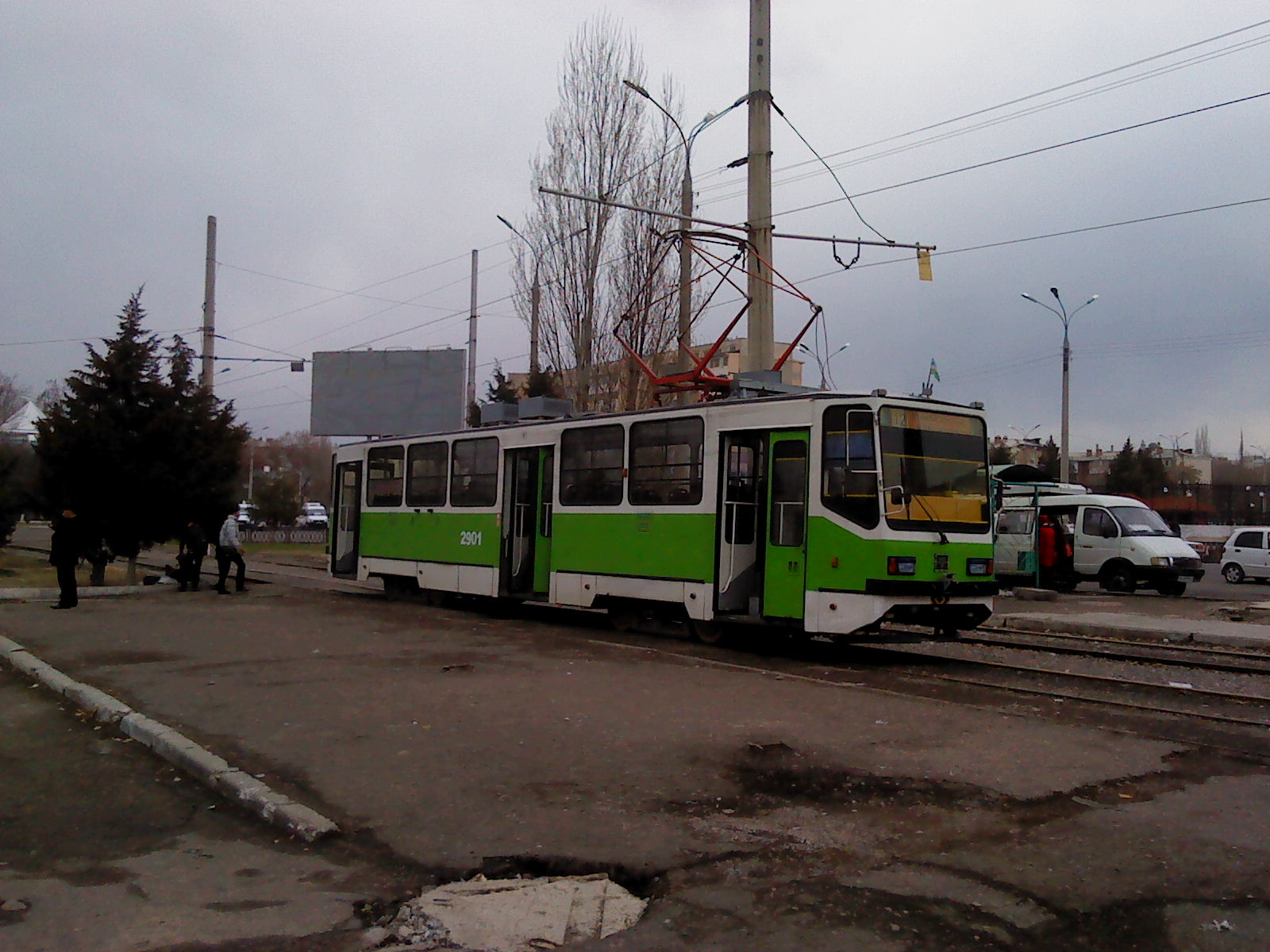
Вагон УТМ 71-402 СПЕКТР-2 (бортовой номер 2901) на маршруте № 12 (ул. Фараби)

- 2008 год. 18 апреля были закрыты трамвайные маршруты № 3, 6, 29. Трамвайные линии по ул. Паркентской, Осиё и Аккурганской были демонтированы. 1 октября маршрут № 6 был открыт в укороченном варианте (Янгиабад — Олтинтепа).
- 2009 год. 11 февраля окончательно закрыт трамвайный маршрут № 6.
- 2011 год. 17 января была демонтирована трамвайная линия по ул. Богишамол и кольцо «Завод Узбексельмаш». 17 января был закрыт трамвайный маршрут № 25[7], 1 марта — маршрут № 8[8], а 2 марта — маршруты № 12 и 27[9]. В марте линии по улицам Руставели, Кунаева, Авлиёота, проспекту Амира Темура, Чимкентскому тракту, Юкори Каракамыш (вместе с кольцом «Завод Зенит»), Тараккиёт (Махтумкули), Шахрисабзской, Навои, Шайхантохурской (Лабзак) и Самарканд Дарбаза (на участке от ул. Навои до ул. Кораташ) освобождены от трамвайного движения, в общей сложности было демонтировано 52,8 км одиночного трамвайного пути и контактной сети. 17 марта открыто движение 13 трамвайного маршрута по новой линии через Малую кольцевую автомобильную дорогу в обход центра города[10], а 30 марта на МКАД был перенесён и маршрут № 9[11]. 8 мая было открыто движение маршрута № 8 по новой линии через ул. Самарканд Дарвоза[12]. 25 июня был открыт трамвайный маршрут № 26 трассой «Северный Вокзал — Куйлюк-6», а маршрут № 9 — укорочен до к/ст «Северный Вокзал»[13]. 25 августа было открыто трамвайное движение по Ташкентской кольцевой автомобильной дороге и ул. Бешкайрагач, на улицы города вернулся 12 трамвайный маршрут с обновлённой трассой «Станция метро Беруни — м-в Бешкайрагач»[14].

Летом 2011 года стало известно, что в течение года Ташкент получит 20 новых вагонов Vario LF.S. Первые два вагона прибыли в Ташкент 20 августа.
- 2012 год. 11 марта в Ташкент прибыла очередная партия вагонов Vario LF. Вагоны отличаются от предыдущей поставки бо́льшими форточками и ширмовыми дверями[17].
- 2014 год. 15 апреля ликвидировано трамвайное (бывшее трамвайно-троллейбусное) депо № 3.
- 2015 год. 31 июля трамвайный маршрут № 13 укорочен до к/ст «Северный вокзал», трамвайная линия по ул. Мирзо Улугбека, Феруза, Юзработ и Гульсанам демонтированы[18].
- 2016 год. 12 апреля закрыты трамвайные маршруты № 12 и 26[19]. 22 апреля закрыты маршруты № 9 и 13[20]. 24 апреля закрыт маршрут № 8[21].

2 мая 2016 года в 9:10 трамвайный вагон VarioLF с бортовым номером 2006 (17 маршрут) заехал в трамвайное депо № 2 и тем самым завершил 115-летнюю трамвайную историю города. В течение 2016-17 гг. все трамвайные линии в Ташкенте были демонтированы.

### Перспективы
10 февраля 2022 года в Самаркандской области президент Узбекистана объявил о планах возвращения трамвая в Ташкент. 22 ноября 2022 года была подписана дорожная карта с французской машиностроительной компанией Alstom на постройку линии протяжённостью 9,1 км. 12 марта 2025 года Заместитель хокима Ташкента Шараф Рахмонов и министр-делегат Франции по внешней торговле и делам граждан за рубежом Лоран Сен-Мартен подписали дорожную карту по внедрению трамвайной системы Ташкента.

## Маршруты
| №  | Конечные пункты                          | Конечные пункты                          | Маршрут следования | Примечание                       |
| -- | ---------------------------------------- | ---------------------------------------- | --- | -------------------------------- |
| 3  | станция метро Чкалова — площадь Дархан   | станция метро Чкалова — площадь Дархан   | ст. м. Чкалова — ул. Алимкентская — ул. Лисунова — ул. Паркентская — ул. Мирзо Улугбека — ул. Тараккиёт — ул. Шахрисабзская — пр. Амира Темура — ул. Осиё — ул. Аккурганская — площадь Дархан                                                                              | трамвайно-троллейбусное депо № 3 |
| 6  | Тракторный завод — массив Янгиабад       | Тракторный завод — массив Янгиабад       | Тракторный завод — ул. Юзработ — ул. Феруза — ул. Мирзо Улугбека — ул. Паркентская — Ахагнаранское шоссе — м-в Янгиабад | трамвайно-троллейбусное депо № 3 |
| 8  | массив Бешкайрагач — завод РЭТ           | массив Бешкайрагач — завод РЭТ           | м-в Бешкайрагач — ул. Тукимачи — ул. Зиё Саида — ул. ген. Узакова — ул. Уйгура — ул. А. Ходжаева — ул. Самарканд дарвоза — ул. Навои — ул. Шахрисабзская — ул. Мовароуннахр — ул. Туркестанская — Северный вокзал — ул. Темирйулчилар — ул. Г. Алиева — завод РЭТ          | трамвайное депо № 2              |
| 9  | массив Чиланзар-26 — массив Куйлюк-6     | массив Чиланзар-26 — массив Куйлюк-6     | м-в Чиланзар-26 — ул. Лутфи — ул. Мукими — ул. Руставели — ул. Мирабадская — ул. Авлиёота — ул. Темирйулчилар — ул. Г. Алиева — завод РЭТ — ул. Янгизамон — ул. Бехтерева — ул. 8 марта — ул. Ф. Норходжаева — Ферганское шоссе — ул. У. Алимбекова — м-в Куйлюк-6         | трамвайное депо № 2              |
| 12 | станция метро Беруни — м-в Ибн-Сино-2    | станция метро Беруни — м-в Ибн-Сино-2    | ст. м. Беруни — ул. Фараби — ул. Мирзо Голиба — ул. Камарнисо — ул. Шифокор — ул. Джарарык — м-в Ибн-Сино-2 | трамвайное депо № 2              |
| 13 | Тракторный завод — Куйлюк-Ц              | Тракторный завод — Куйлюк-Ц              | Тракторный завод — ул. Юзработ — ул. Феруза — ул. Мирзо Улугбека — ул. Тараккиёт — ул. Шахрисабзская — ул. Мовароуннахр — ул. Туркестанская — ул. Мехржон — ул. 8 марта — ул. Ф. Норходжаева — Ферганское шоссе — Куйлюк-Ц                                                 | трамвайно-троллейбусное депо № 3 |
| 17 | массив Бешкайрагач — Ипподром            | массив Бешкайрагач — Ипподром            | массив Бешкайрагач — ул. Алмони — ул. Ю. Саккокий — ул. Фархадская — ул. Лутфи — ул. Катта Хирмонтепа — ул. Катартал — ул. Сугаллиата — пр. Бунёдкор — Ипподром | трамвайное депо № 2              |
| 18 | станция метро Беруни — м-в Каракамыш 1/2 | станция метро Беруни — м-в Каракамыш 1/2 | ст. м. Беруни — ул. Фараби — ул. Мирзо Голиба — ул. Камарнисо — м-в Каракамыш 2/5 — ул. Хасанова — ул. М. Шамсутдинова — м-в Каракамыш 1/2 | трамвайное депо № 2              |
| 25 | Северный вокзал — завод Зенит            | Северный вокзал — завод Зенит            | Северный вокзал — ул. Туркестанская — ул. Мовароуннахр — ул. Шахрисабзская — пр. Амира Темура — ул. Кулоктепа — завод Зенит | трамвайно-троллейбусное депо № 3 |
| 27 | Северный вокзал — м-в Каракамыш 1/2      | Северный вокзал — м-в Каракамыш 1/2      | Северный вокзал — ул. Туркестанская — ул. Мовароуннахр — ул. Шахрисабзская — ул. Навои — ул. Шайхонтохурская — ул. Турккургон — ул. С. Юлдашева — ул. Мискин — МКАД — ул. Шимолий Олмазор — ул. Янги Олмазор — ул. Карасарайская — ул. М. Шамсутдинова — м-в Каракамыш 1/2 | трамвайное депо № 2              |
| 29 | м-ассив Янгиабад — завод Зенит           | м-ассив Янгиабад — завод Зенит           | м-в Янгиабад — Ахангаранское шоссе — ул. Паркентская — ул. Мирзо Улугбека — ул. Тараккиёт — ул. Шахрисабзская — пр. Амира Темура — ул. Кулоктепа — завод Зенит | трамвайно-троллейбусное депо № 3 |

| №  | Конечные пункты                        | Конечные пункты                        | Маршрут следования | Примечание |
| -- | -------------------------------------- | -------------------------------------- | --- | ---------- |
| 8  | массив Бешкайрагач — площадь Актепе    | массив Бешкайрагач — площадь Актепе    | м-в Бешкайрагач — ул. Тукимачи — ул. Бешкайрагач — ул. Коратош — ул. Самарканд Дарвоза — пл. Актепе                                                                                  |            |
| 9  | массив Чиланзар-26 — Северный вокзал   | массив Чиланзар-26 — Северный вокзал   | м-в Чиланзар-26 — ул. Лутфи — ул. Мукими — ул. Кушбеги — МКАД — Северный вокзал |            |
| 12 | станция метро Беруни — м-в Бешкайрагач | станция метро Беруни — м-в Бешкайрагач | ст. м. Беруни — ул. Фараби — ул. Мирзо Голиба — ул. Камарнисо — ул. Шифокор — ул. Джарарык — м-в Ибн-Сино-2 — ул. Зангиота — ТКАД — ул. Бешкайрагач — ул. Тукимачи — м-в Бешкайрагач |            |
| 13 | Северный вокзал — Куйлюк-Ц             | Северный вокзал — Куйлюк-Ц             | Северный вокзал — ул. Мехржон — ул. 8 марта — ул. Ф. Норходжаева — Ферганское шоссе — Куйлюк-Ц                                                                                       |            |
| 17 | м-в Бешкайрагач — Ипподром             | м-в Бешкайрагач — Ипподром             | м-в Бешкайрагач — ул. Алмони — ул. Ю. Саккокий — ул. Фархадская — ул. Лутфи — ул. Катта Хирмонтепа — ул. Катартал — ул. Сугаллиата — пр. Бунёдкор — Ипподром                         |            |
| 26 | Северный вокзал — м-в Куйлюк-6         | Северный вокзал — м-в Куйлюк-6         | Северный вокзал — ул. Темирйулчилар — ул. Г. Алиева — ул. Янгизамон — ул. Эски Сарикул — ул. 8 марта — ул. Сайхун — Ферганское шоссе — ул. Янги Куйлюк — м-в Куйлюк-6                |            |

## Подвижной состав

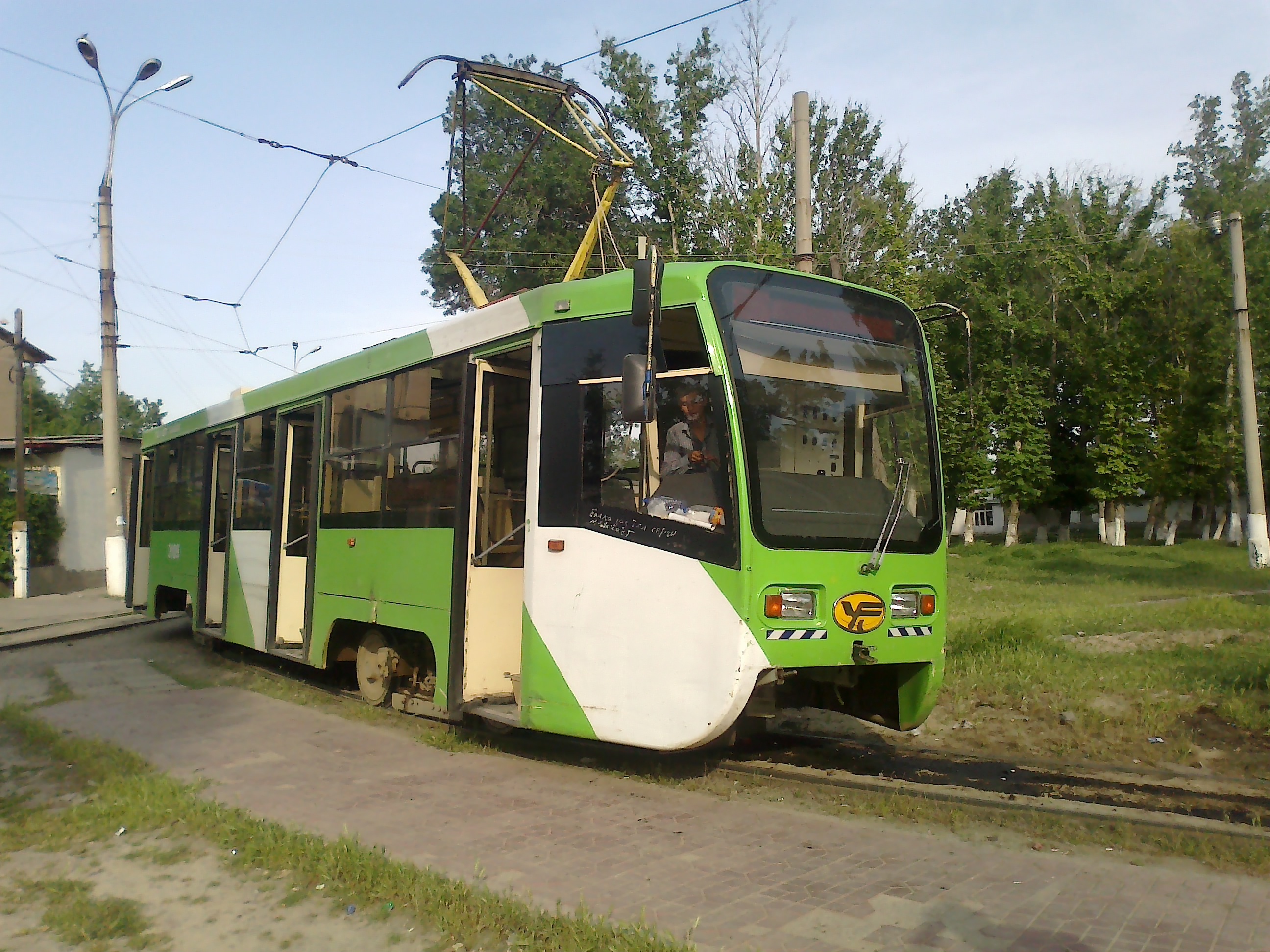
Вагон КТМ-19 (бортовой номер 3109) на маршруте № 17 (разворотное кольцо «массив Бешкайрагач»

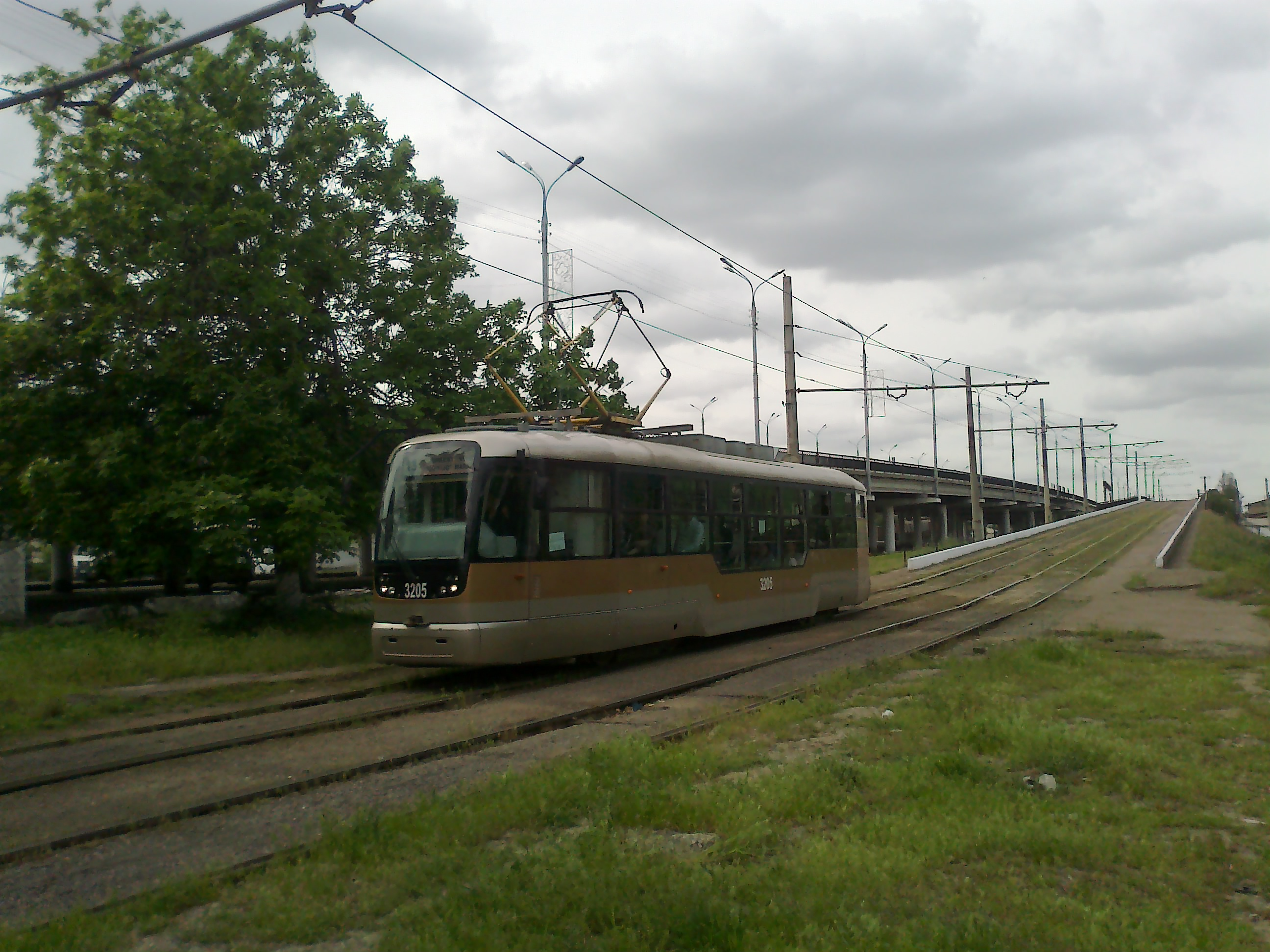
Вагон Vario LF (бортовой номер 3205) на маршруте № 13 (Ферганское шоссе)

На момент закрытия:
- Tatra T6B5
- 71-402
- 71-403
- 71-619КТ
- Vario LF.S

Исторический:
- Х
- КТМ-1
- КТМ-2
- ЛМ-57
- РВЗ-6
- Tatra T3
- 71-605
- 71-608К
- 71-608КМ
- Gotha T57
- LOWA ET54
- ЛМ-68

## Наследие
Эстакадная линия Тридцатилетия независимости Узбекистана Ташкентского метрополитена частично прошла по тем же улицам, где на момент закрытия проходили трамвайные линии маршрутов № 6 и 17.